# Китон, Кэти
Кэтрин (Кэти) Китон (англ. Kathryn Keeton, 17 февраля 1939 — 19 сентября 1997) — американская издательница журнала вместе со своим партнёром, а позже и мужем, издателем Penthouse Бобом Гуччоне. 

## Юные годы и карьера в шоу-бизнесе
Китон, родившаяся в Южной Африке и выросшая на ферме, в детстве начала заниматься танцами, чтобы укрепить ногу, пострадавшую от полиомиелита. Она выиграла стипендию на обучение в балетной труппе Sadler’s Wells в Лондоне, но ушла оттуда, когда ей исполнилось 18 лет, чтобы работать в ночном клубе. Она снялась в эпизодических ролях в четырёх британских фильмах: «Карлтон-Браун из F.O.» (1959) (в роли танцовщицы на столе), «Экспрессо Бонго» (1959), «Слишком горячо, чтобы удержать» (1960) и «Шпион, пришедший с холода» (1965) (в роли стриптизёрши). В 24 года она была, по словам Associated Press, «одной из самых высокооплачиваемых стриптизёрш в Европе». 

## Издательская карьера
В 1965 году она познакомилась с Бобом Гуччоне, и они остались вместе, хотя поженились только в 1988 году. В его издательской компании она занимала должность президента/главного операционного директора «General Media Communications, Inc.» Она основала журналы Viva (1973), Omni (1978) и Longevity (1989). Она также написала две научно-популярные книги: «Женщина завтрашнего дня» (1986) и «Долголетие: наука оставаться молодым» (1992). Она была истцом в знаменательном деле Верховного суда США «Китон против Hustler Magazine, Inc.».

## Болезнь и смерть
После того, как у неё диагностировали рак груди, Китон начала лечиться сульфатом гидразиния, прочитав об этом в Penthouse, одном из своих изданий. Она утверждала, что избавилась от опухолей или уменьшила их почти полностью, а также продлила свою жизнь на несколько лет, несмотря на то, что врачи изначально дали ей ужасный прогноз: жить ей оставалось всего шесть недель.
Китон умерла от осложнений после операции по поводу кишечной непроходимости в возрасте 58 лет в Нью-Йорке. Китон была похоронена в загородном доме «The Willows» (теперь известном как Locusts on Hudson) в Стаатсбурге, штат Нью-Йорк, который она делила со своим мужем. 

## External links
- Keeton's proposed lawsuit against NCI; info regarding hydrazine sulfate